# San Leonardo da Porto Maurizio ad Acilia (titolo cardinalizio)
San Leonardo da Porto Maurizio ad Acilia (in latino: Titulus Sancti Leonardi a Portu Mauritio in Acilia) è un titolo cardinalizio istituito da papa Francesco il 19 novembre 2016. Il titolo insiste sulla chiesa di San Leonardo da Porto Maurizio, sita nella frazione di Acilia.
Dal 27 agosto 2022 il titolare è il cardinale Leonardo Ulrich Steiner, arcivescovo metropolita di Manaus.

## Titolari
- Sebastian Koto Khoarai, O.M.I. † (19 novembre 2016 - 17 aprile 2021 deceduto)
- Leonardo Ulrich Steiner, O.F.M., dal 27 agosto 2022